# سال لافالو
 سال لافالو هو واحد من أصغر الأشخاص على الإطلاق الذين زاروا كل دولة حول العالم .   

## حياته
ولد لافالو في ولاية إنديانا بالولايات المتحدة الأمريكية . في عام 2011 ، أسس منظمة غير حكومية ، Trail of Seeds - مسالك البذور، التي روجت لـ «التنمية الشاملة ثقافياً», ولكن ؛ توقفت هذه المنظمة عن العمل فيما بعد واغلقت .    بعد ان تخرج من الجامعة، عمل لافالو لمدة 3 سنوات كمستشار إداري لدى شركة ماكينزي وشركاه، حيث كان عمله في الشرق الأوسط وأفريقيا. منذ يناير 2012، يقيم سال لافالو في أبو ظبي ، الإمارات العربية المتحدة .   اعتنق لافالو الإسلام في عام 2013 في قرية مانجوالا، تنزانيا ، ويمتلك مزرعة صغيرة هناك. 

## سفره حول العالم
عند بلوغه سن الرابعة والعشرين، كان لافالو قد زار أكثر من 100 دولة أثناء العمل والدراسة بدوام كامل. بعد ذلك، قام سال بالتوقف عن العمل لمدة عامين للسفر بدوام كامل، وبعد عيد ميلاده السابع والعشرين، زار الدولة الأخيرة التي تبقيت له وهي مالطا ، ليصبح واحداً من أصغر الاشخاص اطلاقا الذين قاموا بزيارة كل الدول حول العالم.   قام بتوثيق ومشاركة رحلاته على موقعه على الويب، وعلى انستغرام و يوتيوب . و قد عاش لافالو أيضًا أكثر من شهرين في 15 دولة، وزار 50 دولة مرتين أو أكثر، ودخل 115 بلدًا عبر الحدود البرية. 